# Markus Kåhre

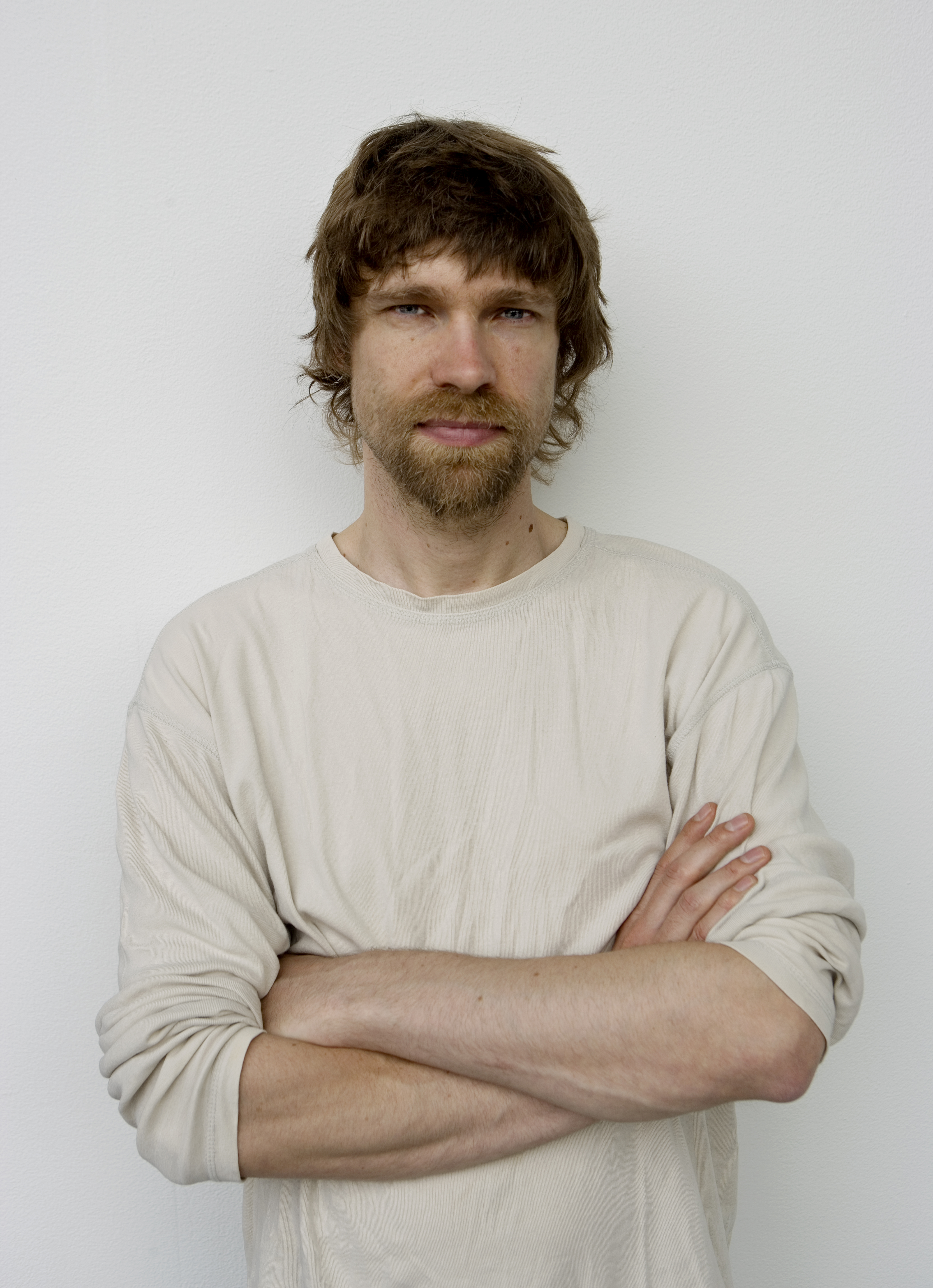
Markus Kåhre.

Markus Kåhre, född 21 november 1969 i Mariehamn, är en finländsk konstnär. 
Kåhre studerade 1989–1996 vid Konstindustriella högskolan och 1995–2000 vid Bildkonstakademins skulpturlinje samt filosofi vid Helsingfors universitet. Han blev enligt egen utsago konstnär av en tillfällighet. Han har framträtt som en idérik och mångsidig konstnär; hans installationer, optiska experiment, upplevelser av tyngdkraften och illusionistiska trick har väckt uppseende. Hans experimentella rum – det första visades 1997 i Bildkonstakademins galleri – är självständiga idéer, men han utnyttjar i likhet med Marcel Duchamp readymades och kända företeelser i en ny belysning och på ett nytt begreppsmässigt sätt. Kåhre betraktar sina arbeten som skulpturer, som han i själva verket inte har gjort. Enligt hans uppfattning står skönheten i matematiken och logiken nära skönheten i konsten, och han har funnit liknande estetiska värden i matematiken som i konsten; ju enklare ett konstverk genomförs desto bättre, och vanligen är de enklaste idéerna de bästa. Han har sedan 2000 verkat som timlärare vid Bildkonstakademin. Han tilldelades Ars Fennica-priset 2007. 